# شهرستان رودنیانسکی (استان ولگوگراد)
شهرستان رودنیانسکی (به لاتین: Rudnyansky District) یک شهرستان در روسیه است که در استان ولگوگراد واقع شده‌است.